# Gothic (navire de 1893)
Pour les articles homonymes, voir Gothic.
Le Gothic est un paquebot-mixte de la White Star Line mis en service en 1893. Construit par les chantiers Harland & Wolff de Belfast et destiné à l'origine à la ligne de New York, il est finalement mis en service à destination de la Nouvelle-Zélande, et devient le plus grand et le plus rapide des navires mis en service sur cette ligne jusqu'alors. Conçu avant tout pour transporter de grandes quantités de marchandises réfrigérées, il peut également transporter des passagers, répartis en deux classes, en leur offrant un confort supérieur aux autres navires de la ligne à l'époque.
Le navire connaît donc un début de carrière très prometteur, battant à ses débuts plusieurs records de vitesse. Durant la seconde guerre des Boers, il transporte durant ses traversées des troupes qu'il rapatrie en Nouvelle-Zélande depuis l'Afrique du Sud. Au début du XXe siècle, il commence cependant à subir la concurrence des navires plus récents de la classe Athenic. Son sort au service de la White Star est scellé le 3 juin 1906, lorsque sa cargaison prend feu. L'incendie, qui dure plusieurs jours, endommage fortement le navire qui doit être refondu. Dès 1907, après quelques derniers voyages pour la Nouvelle-Zélande, il est cédé à une compagnie sœur, la Red Star Line.
Renommé Gothland et portant pavillon belge, il est désormais affecté à la ligne de l'Atlantique Nord au départ d'Anvers. En 1911, cependant, il reprend son nom et son pavillon d'origine pour servir durant deux ans la White Star à destination de l'Australie où il transporte de nombreux immigrants. Il est ensuite rendu à la Red Star, en 1913, et reprend son nom de Gothland. En 1914, il s'échoue et requiert six mois de réparations, après quoi son service est troublé par l'occupation allemande de la Belgique. L'après-guerre se révèle chaotique pour le navire qui sert alternativement ses deux compagnies sur des essais de nouvelles lignes, et reste souvent stationnaire. Retiré du service en 1925, il est démoli l'année suivante.

## Histoire

### Plus grand navire de la ligne néo-zélandaise

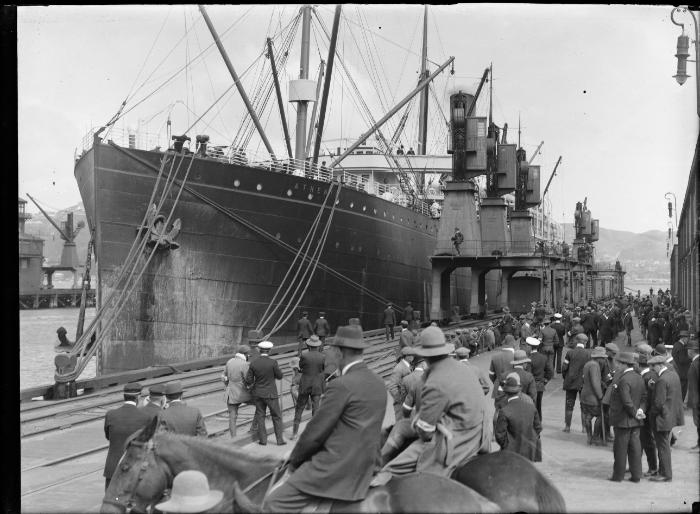
L'Athenic et ses jumeaux surpassent le Gothic à partir de 1902.

Depuis sa reprise par Thomas Henry Ismay dans les années 1860, la White Star Line avait prioritairement centré ses activités sur la ligne de l'Atlantique Nord. À partir des années 1880, ses routes se sont cependant diversifiées, et la compagnie a inauguré en 1884 un service conjoint à destination de la Nouvelle-Zélande, assuré de concert avec la Shaw, Savill & Albion Line. Trois premiers navires ont alors été dédiés à cette ligne, le Coptic, l'Ionic et le Doric, accompagnés de deux navires de la compagnie associée, l'Arawa et le Tainui. Dix ans plus tard, le service se portant très bien, il est décidé d'y ajouter un navire plus moderne. La White Star a alors en construction, dans les chantiers Harland & Wolff de Belfast, ses constructeurs attitrés, le Gothic, qui est lancé le 28 juin 1893. Il est probable qu'il ait à l'origine été destiné à la ligne de l'Atlantique Nord, mais il est dans tous les cas attribué en cours de construction à celle de la Nouvelle-Zélande.
Plus gros navire construit pour la ligne, particulièrement moderne, il est équipé d'imposantes cales réfrigérées destinées à rapporter des produits frais de Nouvelle-Zélande, mais peut également transporter plus de 200 passagers, répartis en deux classes, dans des conditions de confort équivalentes à celles offertes par les plus prestigieux navires de la compagnie affectés à la ligne de New York. Il devient ainsi le sixième navire du service conjoint qui n'en nécessite que cinq, ce qui entraîne aussitôt le retrait de l'Arawa. Livré le 28 novembre 1893, il quitte Belfast pour une courte escale à Liverpool avant de gagner Londres, ayant également été approvisionné en charbon à Cardiff. Chacune de ces escales est l'occasion idéale pour faire visiter le navire à nombre de curieux qui versent un shilling pour monter à bord, les sommes récoltées étant ensuite reversées aux hôpitaux locaux. Le succès est particulièrement au rendez-vous à Londres où les visiteurs se pressent par milliers pour voir ce qui est alors le plus gros navire desservant la Tamise.
Le voyage inaugural du Gothic débute le 28 décembre 1893, entre Londres, Plymouth, Le Cap et Wellington, puis en retournant en Angleterre via l'Amérique du Sud. Sa traversée est un succès, et le navire regagne son port de départ avec trois jours d'avance. Lors de son troisième voyage, le Gothic bat le record établi par l'Arawa dix ans plus tôt en effectuant la traversée entre Plymouth et Wellington en 37 jours, 10 heures et 16 minutes, puis bat également son record sur le chemin du retour. À cette réputation acquise par la vitesse s'ajoute celle d'un navire confortable (malgré une certaine tendance au roulis), qui le rend rapidement populaire. Inutiles, le Coptic et le Doric sont rapidement écartés du service, tandis que l'Ionic subit en 1894 une refonte afin de rapprocher ses installations de celles du plus récent des navires. En 1897, un nouveau navire de la White Star rejoint la ligne, le Delphic, version plus lente du Gothic destinée au transport de masse de migrants.
Durant la seconde guerre des Boers, et contrairement à une dizaine d'autres navires de la compagnie desservant l'Australie et la Nouvelle-Zélande, le Gothic n'est pas réquisitionné. Ses escales au Cap sont néanmoins l'occasion pour lui de récupérer des troupes qu'il rapatrie en Nouvelle-Zélande. En 1902, le paquebot connaît finalement une concurrence, lorsque la White Star met successivement en service les trois navires de classe Athenic, qui le surpassent en taille et en confort.

### Incendie à bord
Le 26 avril 1906, le Gothic quitte Wellington sous le commandement du capitaine Alfred Bartlett (rendu célèbre dix ans plus tard comme commandant du Britannic lors de son naufrage), avec 118 passagers de première classe et 97 d'entrepont. Les escales à Montevideo (16 mai), Rio de Janeiro (20 mai) et Tenerife (2 juin) se passent sans incident, tandis que le navire transporte une importante cargaison : plusieurs dizaines de milliers de carcasses de moutons et d'agneaux, des milliers de ballots de laine et de peaux de brebis, et de nombreux fruits et légumes. Le soir du 3 juin, les passagers de première classe sentent durant le dîner une odeur étrange. Celle-ci provient d'une cale située sous la salle à manger, la no 4, dans laquelle sont entreposés des ballots de laine : les officiers suspectent un début d'incendie. Bartlett fait donc envoyer de la vapeur dans la cale concernée afin de maîtriser les flammes, puis prend l'initiative, le lendemain, de faire ouvrir la cale. Les ballots de laine enflammés sont alors évacués et jetés par-dessus bord par l'équipage, tandis que ceux qui semblent épargnés sont entreposés sur le pont, sous des toiles. L'incident semble alors clos.
Malgré cela, dans les jours qui suivent, une odeur de brûlé persiste à bord, odeur que les passagers attribuent aux ballots de laine entreposés sur le pont. C'est le soir du 6 juin que le commandant en second, effectuant sa ronde de routine, sent une forte odeur en passant au-dessus de la cale no 3, située juste en dessous de la 4. Celle-ci contient également nombre de matières inflammables. Bartlett applique à nouveau la procédure standard de lutte contre l'incendie en projetant de la vapeur dans la pièce, cette fois-ci sans grand effet. Les passagers prennent pour leur part rapidement conscience de la situation en voyant des nappes de fumée sortir par les ventilateurs à l'avant du mât. Le navire n'étant qu'à quelques heures de Plymouth, le commandant demande au commissaire de suggérer aux passagers qu'ils gagneraient à débarquer dans ce port, le navire risquant d'arriver en retard à Londres.
Ceux-ci ne manifestent cependant aucune panique, au point que la moitié d'entre eux choisit de rester à bord pour assister au combat de l'équipage contre les flammes. Bartlett ordonne alors d'ouvrir les écoutilles pour faciliter l'extinction du feu ; mais une dense fumée se répand alors sur le navire, montrant que l'intensité du désastre est plus importante que ce qui était estimé. Après avoir appelé à l'aide par le biais de fanions, puis avoir à nouveau fermé les écoutilles, le commandant demande l'évacuation des passagers restants, toute la partie avant du navire étant désormais menacée. Pire, les flammes menacent désormais d'atteindre une cargaison de suif très inflammable, tandis que l'eau projetée à bord fait gîter le navire sur bâbord. Avec l'accord des autorités portuaires, Bartlett fait finalement échouer son navire pour le sauver tandis que des torrents d'eau continuent à être projetés dans les cales. L'incendie se propage à la somptueuse salle à manger de première classe durant la nuit, tandis que l'équipage fait de son mieux pour transborder les cargaisons et éléments de mobilier menacés par les flammes. Un médecin doit également embarquer pour soigner les membres d'équipage, tombés de fatigue sur le pont, et qui ne parviennent plus à ouvrir les yeux à cause des fumées : aucune victime n'est cependant à déplorer, et ce sont là les seuls blessés.
Le navire est finalement sauvé : une bonne partie de ses installations avant sont cependant totalement endommagées, un grand trou se trouvant au centre de la salle à manger tandis que de nombreuses boiseries flottent au milieu de pièces de métal tordues et portées au rouge. Le 9 juin, remis à flot, le Gothic part pour Londres qu'il atteint le 12, afin que des experts des assurances puissent estimer les dégâts. Les examens indiquent que des moisissures dans la cale ainsi que l'air ont causé une réaction d'oxydation qui a mis le feu à la laine : des recommandations sont aussitôt faites aux compagnies maritimes pour éviter un nouvel incident similaire. Quant au Gothic, ses dommages sont très importants, la cargaison perdue étant à elle seule estimée à 200 000 livres d'époque.

### Changements de mains et fin de carrière

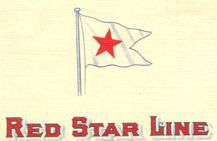
Après son incendie, le Gothic devient le Gothland et sert la Red Star Line.

L'incendie et le retrait provisoire du service du Gothic surviennent au moment où la Shaw, Savill & Albion Line s'apprête à mettre en place sur le service conjoint deux nouveaux navires également nommés Arawa et Tainui. Le navire n'est donc plus une nécessité sur la ligne de la Nouvelle-Zélande. Il sort par ailleurs fortement modifié de sa refonte : ainsi, sa luxueuse salle à manger lambrissée et surmontée d'un dôme est remplacée par une installation bien plus austère. De même, sa capacité en passagers est revue, et il peut désormais transporter des passagers de deuxième et de troisième classe, et plus aucun de première. Il est également probable que, durant cette refonte, ses installations réfrigérées aient été retirées. En effet, si le Gothic effectue quelques traversées vers la Nouvelle-Zélande à son retour en service, il est retiré de cette ligne dès 1907.
Depuis 1902, la White Star Line est intégrée à un trust, l'International Mercantile Marine Co. et il est courant que des navires soient transférés au sein de cette formation. C'est ainsi que le Gothic est cédé à une compagnie sœur battant pavillon belge, la Red Star Line, qui l'affecte, sous le nom de Gothland, à la ligne d'Anvers à Philadelphie, puis, quelque temps plus tard, à New York. Ce service dure quatre années, avant que le navire ne revienne à sa compagnie d'origine sous le nom de Gothic. De nombreux migrants cherchent en effet à s'installer en Australie, et le navire en transporte plusieurs milliers, jusqu'en 1913.
Il revient finalement à la Red Star et est renommé Gothland une nouvelle fois, servant désormais durant l'été entre Rotterdam, Montréal et Québec. En juin 1914, ce service est troublé lorsqu'il s'échoue dans les Sorlingues. Ses 281 passagers doivent être évacués et le navire est remorqué après trois jours d'attente. Six mois de réparations sont nécessaires. Lorsqu'il est prêt à repartir en mer, la Première Guerre mondiale a éclaté, et la Belgique est occupée. Il sert, par intermittences selon les événements, sur la ligne de Rotterdam à New York, et parfois pour Anvers, en transportant principalement des marchandises.
Après la guerre, en mars 1919, il subit une nouvelle refonte avant d'être placé sur la ligne Anvers, New York, Baltimore. En mai 1921, il est brièvement prêté à la White Star, qui ne prend pas le temps de changer son nom et l'utilise pour une traversée entre Naples et New York. Le Gothland passe la majeure partie de l'année suivante à quai, inactif. En 1923, il sert à titre expérimental sur une ligne allant d'Anvers à New York en passant par Vigo et Halifax, essai qui n'est pas concluant car le voyage est jugé trop long. Il retourne finalement sur la ligne d'Anvers à Philadelphie, et la sert jusqu'en mars 1925. Au mois de novembre suivant, le navire, totalement usé, est vendu pour 16 000 livres à des démolisseurs écossais. Les opérations de démolition débutent au mois de janvier suivant.

## Caractéristiques

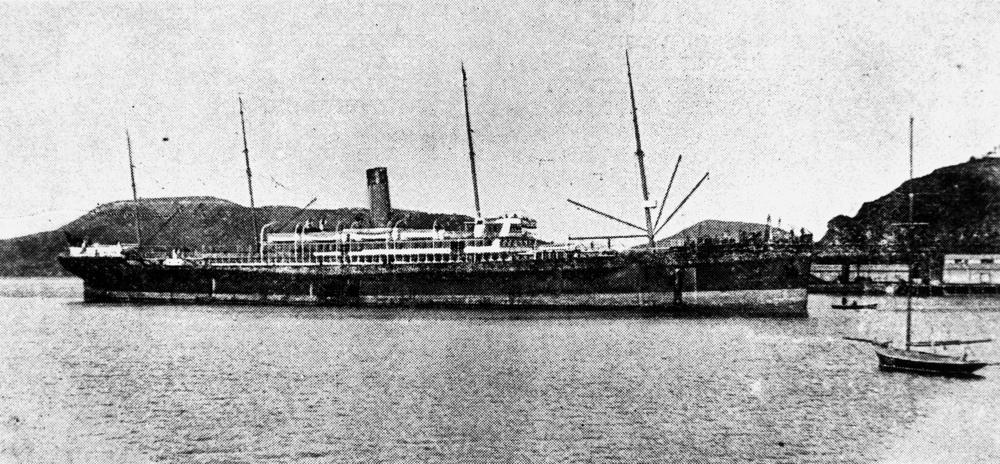
Le Gothic arbore une silhouette assez moderne pour l'époque, avec quatre mâts non destinés à porter des voiles, comme tous les navires de la compagnie depuis 1889.

Le Gothic est un paquebot de grande taille pour son époque, avec 150,3 mètres de long pour 16,2 de large et 7 755 tonneaux de jauge brute (ces prédécesseurs sur la ligne néo-zélandaise jaugeaient dans les 4 700 tonneaux pour 134 mètres de long) : il est le plus imposant navire de sa ligne, et le plus grand desservant alors le port de Londres. Il s'agit également du plus grand navire de la compagnie si l'on excepte les tout récents Teutonic et Majestic destinés à la ligne de New York. Le Gothic propose à ses passagers des installations équivalentes, bien que plus réduites et destinées à accueillir moins de passagers. Il peut en effet accueillir 104 passagers de première classe et 114 migrants en entrepont. Une attention particulière est portée à ces installations dans la mesure où les traversées sont longues, et l'aération est particulièrement travaillée, le navire devant circuler dans des zones tropicales.
Pour la première fois, un navire de cette ligne est propulsé par deux hélices au lieu d'une seule, alimentées par des machines à triple expansion, lui permettant d'atteindre une vitesse de 14 nœuds. Sa silhouette est moderne, avec quatre mâts non pourvus de voiles et une cheminée aux couleurs de la White Star Line, ocre brun à manchette noire. Lorsque le navire devient le Gothland, en 1907, sa cheminée est peinte en noir avec une bande blanche proche de son sommet.
Le Gothic se distingue également par ses cales : le navire est avant tout conçu pour transporter de grandes quantités de marchandises, notamment réfrigérées. Malgré cela, il ne s'agit pas d'un cargo imposant, et sa capacité est de 71 000 carcasses de mouton. Afin d'accroître la capacité des cales, la superstructure du navire est assez haute et contient notamment les logements des officiers et les installations pour passagers.